# Élections générales néo-écossaises de 1998
L'élection générale néo-écossaise de 1998 est tenue le 24 mars 1998 afin d'élire les députés de l'Assemblée législative de la Nouvelle-Écosse. Il s'agit de la 57e élection générale dans cette province du Canada depuis la création de l'Assemblée législative en 1758. L'élection se solde par une égalité entre le Parti libéral et le Nouveau Parti démocratique dans le nombre de sièges ; le Parti libéral réussit néanmoins à se maintenir au pouvoir en formant un gouvernement minoritaire avec l'appui du Parti progressiste-conservateur.

## Contexte
Les libéraux avaient été élus à un gouvernement majoritaire massif sous John Savage dans un raz-de-marée qui leur avait valu 40 des 52 sièges à l'Assemblée législative. Toutefois, confronté à des critiques et dissensions à l'intérieur de son parti, Savage avait démissionné en 1997. Savage est remplacé à la tête du Parti libéral et au poste de premier ministre par Russell MacLellan.  MacLellan ne réussit toutefois pas à faire remonter le parti dans les sondages.
Le gouvernement minoritaire avec les conservateurs est de courte durée. Le 17 juin 1999, le gouvernement est défait sur un vote sur le budget et l'élection de 1999 est déclenchée.

## Résultats
| Parti | Parti                      | Chef              | Sièges | Sièges | Sièges  | Voix    | Voix    | Voix    |
| ----- | -------------------------- | ----------------- | ------ | ------ | ------- | ------- | ------- | ------- |
| Parti | Parti                      | Chef              | 1993   | Élus   | % Diff. | #       | %       | % Diff. |
|       | Libéral                    | Russell MacLellan | 40     | 19     | -52,5 % | 158 380 | 35,31 % |         |
|       | Nouveau Parti démocratique |                   | 3      | 19     | +533 %  | 155 361 | 34,63 % |         |
|       | Progressiste-conservateur  | John Hamm         | 9      | 14     | +55,6 % | 133 540 | 29,77 % |         |
|       | Indépendant                | Indépendant       | -      | -      | -       | 1 325   | 0,30 %  |         |
| Total | Total                      | Total             | 52     | 52     | -       | 448 606 | 100 %   |         |